# جيمس فرينكل
جيمس فرينكل (بالإنجليزية: James Frenkel)‏ هو وكيل أدبي أمريكي، ولد في 1948 في كوينز في الولايات المتحدة.